# Aeschi bei Spiez
Aeschi bei Spiez és un municipi del cantó de Berna (Suïssa), situat a l'antic districte de Frutigen i a l'actual Frutigen-Niedersimmental.